# Owasa
Owasa város az USA Iowa államában, Hardin megyében. Lakosainak száma 34 fő (2020. április 1.).

## Népesség
A település népességének változása:

| 2010 | 43 |
| 2020 | 34 |